# Karl Wlaschek

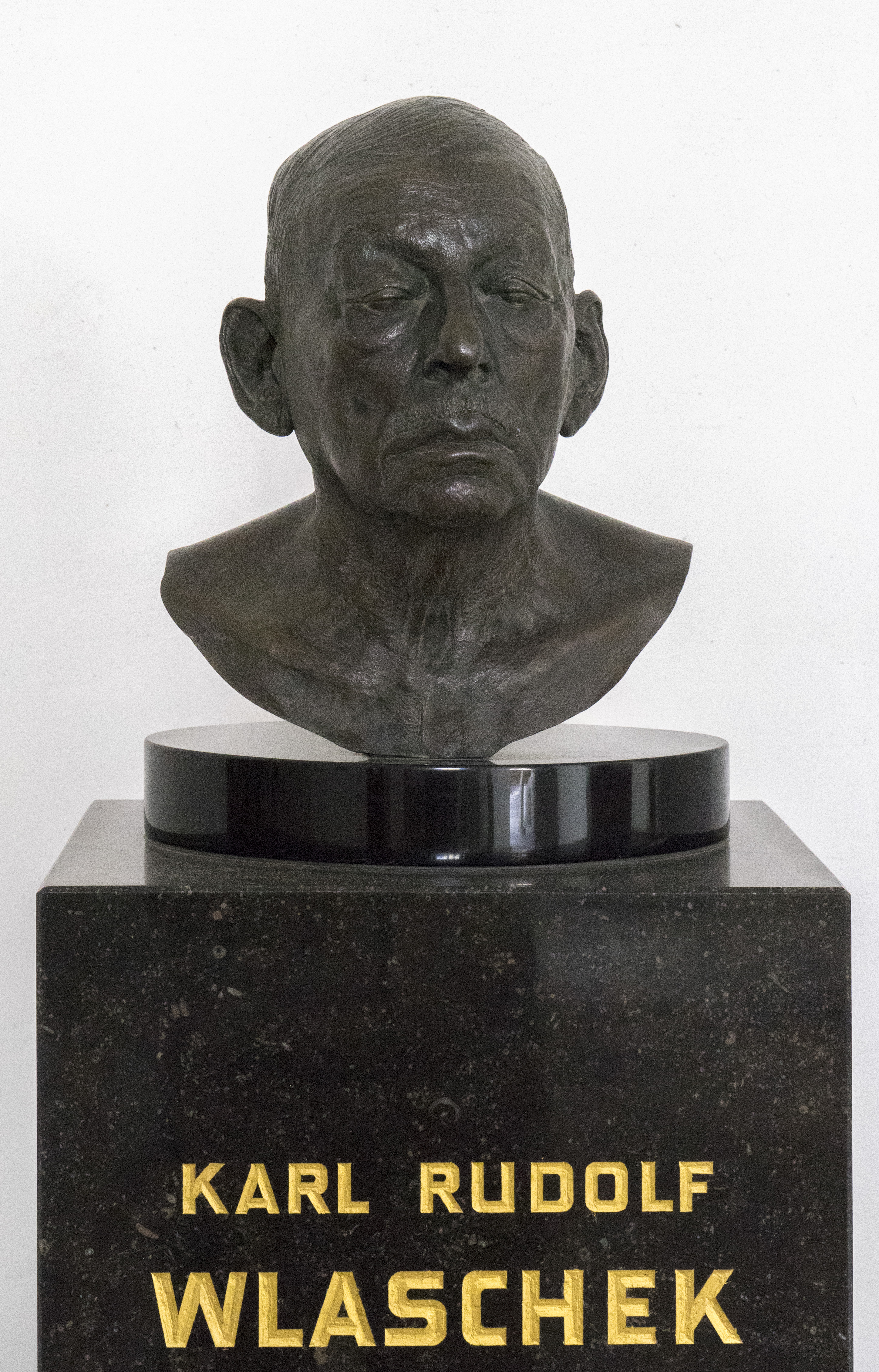
Karl Wlaschek Büste im Eingangsbereich des Palais Kinsky

Karl Wlaschek (* 4. August 1917 in Wien; † 31. Mai 2015 in Graz) war ein österreichischer Unternehmer und Gründer der Handelskette Billa. Nach dem Verkauf seines Konzerns BML Vermögensverwaltung AG („Billa-Gruppe“) war er als Immobilien-Investor tätig. Laut Forbes Magazine galt Wlaschek 2012 und 2015, nach Johann Graf und Dietrich Mateschitz, als drittreichster Österreicher.

## Leben
Karl Wlascheks Eltern waren der bei den Städtischen Gas- und Elektrizitätswerken tätige Installateur Rudolf Wlaschek (1892–1959) und dessen Frau Aloisia Wlaschek (geb. Schill). Seine Eltern hatten am 18. Februar 1917 in Wien–Lichtental geheiratet. Er studierte nach der Matura einige Semester Chemie an der Technischen Universität Wien. 1938 wurde er zur Wehrmacht eingezogen, bis Kriegsende diente er in Frankreich und der Sowjetunion. Nach dem Zweiten Weltkrieg war er unter dem Pseudonym „Charly Walker“ als Barpianist und Bandleader tätig. Er trat unter anderem in Kitzbühel und im Schlosshotel Velden auf. Seinen damaligen Traum, ein eigenes Tanzcafé zu betreiben, konnte er mangels ausreichender finanzieller Mittel nicht verwirklichen.
1953 eröffnete Karl Wlaschek in Wien-Margareten eine Parfümerie und bot Markenartikel zu Diskontpreisen an. In der Folge wuchs der WKW (Warenhandel Karl Wlaschek) und umfasste 1960 bereits 45 Filialen in Österreich. Wlaschek übertrug das Konzept auf den Lebensmittelhandel, führte das Selbstbedienungssystem ein und nannte seine Filialen ab 1961 BILLA (für „Billiger Laden“).
In den 1990er Jahren expandierte Eurobilla ins Ausland. Im Jahr 1996 verkaufte Wlaschek für 1,1 Milliarden Euro den zu diesem Zeitpunkt unter BML Vermögensverwaltung AG („Billa-Gruppe“) firmierenden Konzern an die deutsche Rewe-Gruppe. Der Zusammenschluss wurde im Juli 1996 bei der Europäischen Kommission angezeigt und von dieser im August genehmigt.
Wlaschek war danach vorwiegend in der Immobilienbranche tätig. Nachdem es ihm nicht gelungen war, bei der Privatisierung der Creditanstalt (der damals zweitgrößten Bank Österreichs) zum Zug zu kommen, begann Wlaschek sein Vermögen in Immobilien anzulegen. Sein Immobilienbesitz wurde in Privatstiftungen mit klingenden Namen wie Amisola, Estrella und Ermione verwaltet. Dazu gehörten acht Palais in der Wiener Innenstadt (darunter Kinsky, Ferstel, Harrach), aber auch die Bürotürme Andromeda-Tower und Ares Tower (beide sind Teil der Donau City), das Gebäude der Wiener Börse sowie zahlreiche Innenstadthäuser – in Summe weit über 100 Objekte in ganz Österreich.
Karl Wlaschek heiratete im April 2012 zum fünften Mal; er war dreimal geschieden und einmal verwitwet. Er hatte zwei Kinder aus erster und zweiter Ehe. Ein legendärer Spruch von ihm war: „Beim G’schäft bin i guat, bei de Weiber bin i a Depp.“
Im Dezember 2005 war Wlaschek in einer Rundfunksendung zu Gast. Auf den im Rahmen eines Fragebogens vorgegebenen Satzbeginn „Es verletzt mich, wenn …“ schloss er mit den Worten an: „ … wenn die Leut’ sagen, i bin a Jud’. Bin ka Jud’.“ In einer Glosse der Tageszeitung Der Standard wurde daraufhin kritisiert, dass diese Äußerung „vorher aufgezeichnet und geschnitten, aber ganz unhinterfragt und unkommentiert“ ausgestrahlt worden sei.
Sein Vermögen wurde auf etwa 4,7 Milliarden Euro geschätzt (laut Forbes-Liste 2012) – damit war er der drittreichste gebürtige Österreicher. 2015 wurde sein Vermögen von Forbes auf 4,2 Milliarden Dollar geschätzt.
Im November 2005 veröffentlichte Adolf Haslinger, ehemals Rektor der Universität Salzburg und langjähriger Freund Wlascheks, eine autorisierte Biographie.
Karl Wlaschek verstarb am 31. Mai 2015 im Alter von 97 Jahren in Graz. Seine Witwe Friederike Wlaschek, geboren am 8. Oktober 1946, starb nach langer schwerer Krankheit am 19. April 2022 im 76. Lebensjahr. Das Ehepaar war ab 2012 verheiratet. Friederike Wlaschek war gemeinsam mit zwei seiner Kinder und deren Nachkommen Begünstigte der Wlaschek Privatstiftung.

## Ehrungen und Auszeichnungen
- 1989: Goldenes Ehrenzeichen für Verdienste um das Land Wien
- 1993: Großes Goldenes Ehrenzeichen für Verdienste um die Republik Österreich[17]
- 2004: Ehrenmedaille der Bundeshauptstadt Wien in Gold[18]
- 2004: Goldenes Ehrenzeichen des Landes Salzburg
- 2009: Großes Silbernes Ehrenzeichen mit dem Stern für Verdienste um die Republik Österreich[19][20]